# Dave Koz
David Stephen Koz (Tarzana, 27 maart 1963) is een Amerikaanse saxofonist in de smooth jazz en radiopresentator.

## Biografie
Dave Koz, zoon van Joodse ouders, speelde tijdens zijn schooltijd aan William Howard Taft High School in Woodland Hills (Los Angeles) saxofoon in de jazzband op school. Later studeerde hij met succes massacommunicatie aan UCLA (afgestudeerd in 1986). Slechts weken na zijn afstuderen besloot hij een professionele muzikant te worden.
Hij toerde met Bobby Caldwell, daarna was hij sessiemuzikant in verschillende groepen en toerde hij met Jeff Lorber. Koz was lid van de band van Richard Marx en toerde met Marx in de late jaren 80 en begin jaren 90. Hij speelde in de huisband van de CBS- show The Pat Sajak Show, met Tom Scott als bandleider. Hij speelde ook vaak in The Arsenio Hall Show,  tot halverwege de jaren 90.
In 1990 besloot Koz een solocarrière te beginnen en ging hij opnemen voor Capitol Records. Zijn debuutalbum Dave Koz (1990) werd goed ontvangen. Zijn plaat Saxophonic (2003) werd genomineerd voor een Grammy Award en een NAACP Image Award.
In 1994 ging Koz een radioprogramma presenteren, The Dave Koz Radio Show (in het begin heette het Personal Notes), met de laatste muziek en interviews. Hij was zes jaar lang de medepresentator van The Dave Koz Morning Show op 94.7 The Wave, een smooth jazz-station in Los Angeles. In januari 2007 stopte hij ermee en werd hij vervangen door Brian McKnight. In 2006 ging hij ook een middagprogramma presenteren voor Smooth Jazz Network en in 2009 werd hij de presentator van het wekelijkse tv-programma 'Frequency', waarbij hij musici interviewt en met hen meespeelt. Hij was tevens bandleider in The Emeril Lagasse Show.
In 2002 begon Koz een platenlabel, Rendezvous Entertainment, samen met Frank Cody en Hyman Katz.
Op 22 september 2009 kreeg Koz een ster op de Hollywood Walk of Fame.

## Persoonlijk leven
In een interview met The Advocate in 2004 vertelde Koz homsexueel te zijn.

## Discografie

### Albums
| Jaar | Album                                       | Hoogste noteringen hitlijsten U.S.A. | Hoogste noteringen hitlijsten U.S.A. |
| Jaar | Album                                       | Hot 200                              | Jazz                                 |
| ---- | ------------------------------------------- | ------------------------------------ | ------------------------------------ |
| 1990 | Dave Koz                                    | 129                                  |                                      |
| 1993 | Lucky Man                                   | 176                                  | —                                    |
| 1996 | Off the Beaten Path                         | 182                                  | —                                    |
| 1996 | Live in Trinidad                            | —                                    | —                                    |
| 1997 | December Makes Me Feel This Way             | —                                    |                                      |
| 1999 | The Dance [A]                               | 190                                  | 3                                    |
| 2001 | A Smooth Jazz Christmas [B]                 | 140                                  | 3                                    |
| 2002 | Golden Slumbers: A Father's Lullaby         | —                                    | —                                    |
| 2003 | Saxophonic (2003)                           | —                                    | 2                                    |
| 2005 | Golden Slumbers: A Father's Love            | —                                    | —                                    |
| 2007 | At the Movies                               | 86                                   | 2                                    |
| 2007 | Memories of a Winter's Night                | —                                    | 7                                    |
| 2008 | Masterpiece                                 | —                                    | —                                    |
| 2008 | Greatest Hits                               | 184                                  | 3                                    |
| 2010 | Hello Tomorrow                              | 104                                  | 1                                    |
| 2013 | Live at the Blue Note Tokyo                 |                                      |                                      |
| 2013 | Dave Koz & Friends – Summer Horns           | 84                                   | 3                                    |
| 2014 | The 25th Of December                        | —                                    | —                                    |
| 2015 | Collaborations: 25th Anniversary Collection | 187                                  | 1                                    |

- A. "The Dance" haalde ook nr. 67 op Billboard's rhythm & blues/hiphop-albums-lijst.
- B. "Smooth Jazz Christmas" haalde de tweede plaats op Billboard's Holiday Albums-lijst.

### Singles
| Jaar | Single                                                          | Hitnoteringen | Hitnoteringen           | Hitnoteringen |
| Jaar | Single                                                          | U.S. Hot 100  | U.S. Adult Contemporary | Jazz          |
| ---- | --------------------------------------------------------------- | ------------- | ----------------------- | ------------- |
| 1990 | "Emily"                                                         | —             | —                       | —             |
| 1991 | "Castle of Dreams"                                              | —             | 13                      | —             |
| 1991 | "Nothing But the Radio On"                                      | —             | 20                      | —             |
| 1993 | "You Make Me Smile"                                             | —             | 20                      | —             |
| 1993 | "Faces of the Heart (ABC Daytime's General Hospital Theme Song) | —             | —                       | —             |
| 1994 | "Lucky Man"                                                     | —             | —                       | —             |
| 1999 | "Together Again"                                                | —             | —                       | —             |
| 2000 | "Careless Whisper" (featuring Montell Jordan)                   | —             | —                       | 30            |
| 2000 | "Know You by Heart"                                             | —             | —                       | 26            |
| 2006 | "Somewhere/Summer of '42"                                       | —             | —                       | —             |
| 2007 | "The Pink Panther Theme"                                        | —             | —                       | 27            |
| 2007 | "It Might Be You"                                               | —             | —                       | —             |
| 2007 | "White Christmas"                                               | —             | —                       | 22            |
| 2008 | "Life in the Fast Lane"                                         | —             | —                       | 1             |
| 2008 | "White Christmas" (rechart)                                     | —             | —                       | 14            |
| 2010 | "And Then I Knew"                                               | —             | —                       | 13            |
| 2010 | "Put The Top Down"                                              | —             | —                       | 1             |
| 2011 | "Starting Over Again"                                           | —             | —                       | 1             |
| 2011 | "Anything's Possible"                                           | —             | —                       | 1             |

### Op compilatie-albums
- The Weather Channel Presents: The Best of Smooth Jazz, (2007)
- Taro Gold The Diamond You, (2008)